# Quxuroba
Quxuroba è un comune dell'Azerbaigian situato nel distretto di Qusar. Conta una popolazione di 1 980 abitanti.